# John Biby
John Biby est un skipper américain né le 28 février 1912 à Los Angeles et mort le 23 mars 2002 à Newport Beach.

## Carrière
John Biby est sacré champion olympique de voile en classe 8 m aux Jeux olympiques d'été de 1932 de Los Angeles à bord de l'Angelita.